# Italië op de Olympische Zomerspelen 1984
Italië nam deel aan de Olympische Zomerspelen 1984 in Los Angeles, Verenigde Staten.

## Medailleoverzicht
| Sport            | Olympiër(s) | Onderdeel                | Medaille |
| ---------------- | --- | ------------------------ | -------- |
| Atletiek         | Alberto Cova | 10000m (m)               | Goud     |
| Atletiek         | Alessandro Andrei | kogelstoten (m)          | Goud     |
| Atletiek         | Gabriella Dorio | 1500m (v)                | Goud     |
| Boksen           | Maurizio Stecca | -54kg (m)                | Goud     |
| Gewichtheffen    | Norberto Oberburger | -110kg (m)               | Goud     |
| Moderne vijfkamp | Daniele Masala | individueel (m)          | Goud     |
| Moderne vijfkamp | Daniele Masala Pier Paolo Cristofori Carlo Massullo | team (m)                 | Goud     |
| Roeien           | Carmine Abbagnale Giuseppe Abbagnale Giuseppe Di Capua | twee-met (m)             | Goud     |
| Schermen         | Mauro Numa | floret (m)               | Goud     |
| Schermen         | Mauro Numa Angelo Scuri Andrea Borella Stefano Cerioni Andrea Cipressa | floret team (m)          | Goud     |
| Schermen         | Ferdinando Meglio Giovanni Scalzo Angelo Arcidiacono Gianfranco Dalla Barba Marco Marin | sabel team (m)           | Goud     |
| Schietsport      | Luciano Giovannetti | trap                     | Goud     |
| Wielersport      | Claudio Vandelli Marcello Bartalini Marco Giovannetti Eros Poli | ploegentijdrit (m)       | Goud     |
| Worstelen        | Vincenzo Maenza | -48kg Grieks-Romeins (m) | Goud     |
| Atletiek         | Sara Simeoni | hoogspringen (v)         | Zilver   |
| Boksen           | Salvatore Todisco | -48kg (m)                | Zilver   |
| Boksen           | Francesco Damiani | +91kg (m)                | Zilver   |
| Judo             | Ezio Gamba | -71kg (m)                | Zilver   |
| Schermen         | Marco Marin | sabel (m)                | Zilver   |
| Schietsport      | Edith Gufler | 10m luchtgeweer (v)      | Zilver   |
| Atletiek         | Maurizio Damilano | 20km snelwandelen (m)    | Brons    |
| Atletiek         | Sandro Bellucci | 50km snelwandelen (m)    | Brons    |
| Atletiek         | Giovanni Evangelisti | verspringen (m)          | Brons    |
| Boksen           | Luciano Bruno | -67kg (m)                | Brons    |
| Boksen           | Angelo Musone | -91kg (m)                | Brons    |
| Moderne vijfkamp | Carlo Massullo | individueel (m)          | Brons    |
| Schermen         | Roberto Manzi Angelo Mazzoni Stefano Bellone Sandro Cuomo Cosimo Ferro | degen team (m)           | Brons    |
| Schermen         | Stefano Cerioni | floret (m)               | Brons    |
| Schermen         | Dorina Vaccaroni | floret (v)               | Brons    |
| Schietsport      | Luca Scribani Rossi | skeet                    | Brons    |
| Volleybal        | Fabio Vullo Piero Rebaudengo Amauri Ribeiro Paolo Vecchi Andrea Lucchetta Pier Paolo Lucchetta Marco Negri Guido de Luigi Giovanni Errichiello Giovanni Lanfranco Franco Bertoli Francesco Dall'Olio Giancarlo Dametto | zaal (m)                 | Brons    |
| Zeilen           | Giorgio Gorla Alfio Peraboni | star klasse              | Brons    |

## Deelnemers en resultaten per onderdeel

### Atletiek
| Olympiër                                                     | Discipline               | Resultaat | Prestatie                                                                                                   |
| ------------------------------------------------------------ | ------------------------ | --------- | --- |
| Pier-Francesco Pavoni                                        | 100m (m)                 | 47e       | serie 10: 4de in 10,72                                                                                      |
| Stefano Tilli                                                | 100m (m)                 | 14e       | serie 8: 2de in 10,48 kwartfinale 3: 1ste in 10,39 halve finale 2: 6de in 10,55                             |
| Antonio Ullo                                                 | 100m (m)                 | 25e       | serie 6: 3de in 10,36 kwartfinale 1: 5de in 10,57                                                           |
| Pietro Mennea                                                | 200m (m)                 | 7e        | serie 1: 1ste in 20,70 kwartfinale 2: 2de in 20,50 halve finale 1: 3de in 20,47 finale: 7de in 20,55        |
| Carlo Simionato                                              | 200m (m)                 | 14e       | serie 3: 1ste in 21,06 kwartfinale 4: 4de in 20,86 halve finale 2: 8ste in 20,92                            |
| Stefano Tilli                                                | 200m (m)                 | 10e       | serie 9: 1ste in 20,72 kwartfinale 1: 2de in 20,64 halve finale 2: 6de in 20,72                             |
| Riccardo Materazzi                                           | 800m (m)                 | 26e       | serie 2: 4de in 1.46,03 kwartfinale 2: 6de in 1.47,90                                                       |
| Donato Sabia                                                 | 800m (m)                 | 5e        | serie 1: 3de in 1.47,04 kwartfinale 1: 2de in 1.44,90 halve finale 2: 4de in 1.45,96 finale: 5de in 1.44,53 |
| Riccardo Materazzi                                           | 1500m (m)                | 11e       | serie 5: 4de in 3.37,95 halve finale 1: 7de in 3.36,51 finale: 11de in 3.40,74                              |
| Stefano Mei                                                  | 1500m (m)                | 14e       | serie 1: 3de in 3.39,25 halve finale 2: 7de in 3.37,96                                                      |
| Claudio Patrignani                                           | 1500m (m)                | 39e       | serie 3: 6de in 3.52,63                                                                                     |
| Salvatore Antibo                                             | 5000m (m)                | 24e       | serie 3: 6de in 13.46,32 halve finale 2: 14de in 13.47,53                                                   |
| Antonio Selvaggio                                            | 5000m (m)                | 37e       | serie 2: 10de in 14.04,74                                                                                   |
| Piero Selvaggio                                              | 5000m (m)                | 31e       | serie 4: 9de in 13.55,73                                                                                    |
| Salvatore Antibo                                             | 10000m (m)               | 4e        | serie 1: 2de in 28.22,57 finale: 4de in 28.06,50                                                            |
| Alberto Cova                                                 | 10000m (m)               | Goud      | serie 2: 1ste in 28.26,10 finale: 1ste in 27.47,54                                                          |
| Francesco Panetta                                            | 10000m (m)               | 31e       | serie 3: 9de in 29.00,78                                                                                    |
| Daniel Fontecchio                                            | 110m horden (m)          | 9e        | serie 1: 3de in 13,75 halve finale 2: 6de in 13,86                                                          |
| Franco Boffi                                                 | 3000m steeplechase (m)   | 18e       | serie 2: 7de in 8.32,26 halve finale 1: 10de in 8.30,82                                                     |
| Francesco Panetta                                            | 3000m steeplechase (m)   | 19e       | serie 1: 8ste in 8.37,05 halve finale 2: 9de in 8.31,24                                                     |
| Antonio Ullo Giovanni Bongiorni Stefano Tilli Pietro Mennea  | 4x100m (m)               | 4e        | serie 2: 3de in 39,87 halve finale 1: 2de in 39,32 finale: 4de in 38,87                                     |
| Roberto Ribaud Ernesto Nocco Mauro Zuliani Donato Sabia      | 4x400m (m)               | 5e        | serie 2: 2de in 3.06,28 halve finale 2: 3de in 3.03,87 finale: 5de in 3.01,44                               |
| Giovanni D'Aleo                                              | marathon (m)             | 35e       | 2:20.12 |
| Marco Marchei                                                | marathon (m)             | 43e       | 2:22.38 |
| Maurizio Damilano                                            | 20km snelwandelen (m)    | Brons     | 1:23.26 |
| Carlo Mattioli                                               | 20km snelwandelen (m)    | 5e        | 1:25.07 |
| Alessandro Pezzatini                                         | 20km snelwandelen (m)    | 28e       | 1:32.27 |
| Sandro Bellucci                                              | 50km snelwandelen (m)    | Brons     | 3:53.45 |
| Maurizio Damilano                                            | 50km snelwandelen (m)    | DNF       | niet gefinisht                                                                                              |
| Raffaello Ducceschi                                          | 50km snelwandelen (m)    | 5e        | 3:59.26 |
| Giovanni Evangelisti                                         | verspringen (m)          | Brons     | kwalificatie: 5de met 7,94m finale: 3de in 8,24m                                                            |
| Dario Badinelli                                              | hink-stap-springen (m)   | 15e       | kwalificatie: 15de met 16,13m                                                                               |
| Mauro Barella                                                | polsstokhoogspringen (m) | 8e        | kwalificatie groep B: 2de met 5,35m finale: 8ste met 5,30m                                                  |
| Alessandro Andrei                                            | kogelstoten (m)          | Goud      | kwalificatie: 3de met 20,18m finale: 1ste met 21,26m                                                        |
| Marco Montelatici                                            | kogelstoten (m)          | 6e        | kwalificatie: 4de met 20,14m finale: 6de met 19,98m                                                         |
| Marco Martino                                                | discuswerpen (m)         | DNF       | kwalificatie: 12de met 60,76m finale: geen geldige worp                                                     |
| Luciano Zerbini                                              | discuswerpen (m)         | 7e        | kwalificatie: 3de met 63,44m finale: 7de met 63,50m                                                         |
| Agostino Ghesini                                             | speerwerpen (m)          | 23e       | kwalificatie groep A: 13de met 72,96m                                                                       |
| Orlando Bianchini                                            | kogelslingeren (m)       | DNF       | kwalificatie: 3de met 74,02m finale: geen geldige worp                                                      |
| Lucio Serrani                                                | kogelslingeren (m)       | 16e       | kwalificatie: 16de met 70,64m                                                                               |
| Gian Paolo Urlando                                           | kogelslingeren (m)       | DSQ       | kwalificatie: gediskwalificeerd                                                                             |
|                                                              |                          |           | |
| Marisa Masullo                                               | 200m (v)                 | 11e       | serie 4: 2de in 23,30 kwartfinale 2: 4de in 23,19 halve finale 2: 6de in 22,88                              |
| Erica Rossi                                                  | 400m (v)                 | 18e       | serie 1: 6de in 53,04                                                                                       |
| Gabriella Dorio                                              | 800m (v)                 | 18e       | serie 4: 2de in 2.01,41 halve finale 1: 2de in 1.59,53 finale: 4de in 1.59,05                               |
| Gabriella Dorio                                              | 1500m (v)                | 18e       | serie 2: 1ste in 4.04,51 finale: 1ste in 4.03,25                                                            |
| Agnese Possamai                                              | 3000m (v)                | 10e       | serie 1: 3de in 8.45,84 finale: 10de in 9.10,82                                                             |
| Giuseppina Cirulli                                           | 400m horden (v)          | 10e       | serie 3: 4de in 57,49 halve finale 1: 6de in 56,45                                                          |
| Cosetta Campana Patrizia Lombardo Marisa Masullo Erica Rossi | 4x400m (v)               | 6e        | serie 2: 1ste in 3.32,55 finale: 6de in 3.30,82                                                             |
| Laura Fogli                                                  | marathon (v)             | 9e        | 2:29.28 |
| Alba Milana                                                  | marathon (v)             | 12e       | 2:33.01 |
| Paola Moro                                                   | marathon (v)             | 20e       | 2:37.06 |
| Sara Simeoni                                                 | hoogspringen (v)         | Zilver    | kwalificatie groep B: 1ste met 1,90m finale: 2de in 2,00m                                                   |
| Fausta Quintavalla                                           | speerwerpen (v)          | 15e       | kwalificatie groep A: 8ste met 57,66m                                                                       |

### Basketbal
| Olympiër | Discipline | Resultaat | Prestatie |
| --- | ---------- | --------- | --- |
| Renato Villalta Renzo Vecchiato Romeo Sacchetti Antonello Riva Roberto Premier Dino Meneghin Pierluigi Marzorati Walter Magnifico Enrico Gilardi Carlo Caglieris Roberto Brunamonti Marco Bonamico | mannen     | 5e        | groep A: 2de W van Egypte: 110-62 W van Bondsrepubliek Duitsland: 80-72 W van Brazilië: 89-78 W van Australië: 93-82 V van Joegoslavië: 65-69 kwartfinale: V van Canada: 72-78 5-8ste plek: W van Bondsrepubliek Duitsland: 98-71 5-6de plek: W van Uruguay: 111-102 |

| Groep A |                          |             |             |             |        |        |        |        |
| #       | Land                     | Wedstrijden | Wedstrijden | Wedstrijden | Punten | Punten | Punten | Punten |
| #       | Land                     | G           | W           | V           | V      | T      | Saldo  | Punten |
| 1       | Joegoslavië              | 5           | 5           | 0           | 457    | 366    | +91    | 10     |
| 2       | Italië                   | 5           | 4           | 1           | 437    | 363    | +74    | 9      |
| 3       | Australië                | 5           | 3           | 2           | 383    | 403    | -20    | 8      |
| 4       | Bondsrepubliek Duitsland | 5           | 2           | 3           | 384    | 376    | +8     | 7      |
| 5       | Brazilië                 | 5           | 1           | 4           | 401    | 423    | -22    | 6      |
| 6       | Egypte                   | 5           | 0           | 5           | 349    | 480    | -131   | 5      |

| Ronde       | Datum       | Plaats      | Land    | Score                    | Land |
| ----------- | ----------- | ----------- | ------- | ------------------------ | ---- |
| Groepsfase  |             |             |         |                          |      |
| 29 juli     | Los Angeles | Italië      | 110-62  | Egypte                   |      |
| 30 juli     | Los Angeles | Italië      | 80-72   | Bondsrepubliek Duitsland |      |
| 1 augustus  | Los Angeles | Italië      | 89-78   | Brazilië                 |      |
| 2 augustus  | Los Angeles | Italië      | 93-82   | Australië                |      |
| 4 augustus  | Los Angeles | Joegoslavië | 69-65   | Italië                   |      |
| Kwartfinale |             |             |         |                          |      |
| 6 augustus  | Los Angeles | Italië      | 72-78   | Canada                   |      |
| 5-8ste plek |             |             |         |                          |      |
| 8 augustus  | Los Angeles | Italië      | 98-71   | Bondsrepubliek Duitsland |      |
| 5-6de plek  |             |             |         |                          |      |
| 10 augustus | Los Angeles | Uruguay     | 102-111 | Italië                   |      |

### Boksen
| Olympiër          | Discipline | Resultaat | Prestatie |
| ----------------- | ---------- | --------- | --- |
| Salvatore Todisco | -48kg (m)  | Zilver    | 1ste ronde: vrij 2de ronde: W van IRL Hawkins: 5-0 kwartfinale: W van PUR Ramos: 4-1 halve finale: W van ZAM Mwila: 5-0 finale: V van USA Gonzales: walk-over                             |
| Maurizio Stecca   | -54kg (m)  | Goud      | 1ste ronde: vrij 2de ronde: W van IRL Sutcliffe: 5-0 3de ronde: W van ZAM Zulu: 5-0 kwartfinale: W van COL Pitalua: 5-0 halve finale: W van DOM Nolasco: 5-0 finale: W van MEX López: 4-1 |
| Luciano Bruno     | -67kg (m)  | Brons     | 1ste ronde: vrij 2de ronde: W van BEN Bosco: 5-0 3de ronde: W van UGA Okumu: 4-1 kwartfinale: W van FRG Künzler: 5-0 halve finale: V van USA Breland: 0-5                                 |
| Romolo Casamonica | -71kg (m)  | 9e        | 1ste ronde: vrij 2de ronde: W van IRL Storey: scheidsrechterlijke beslissing 3de ronde: V van USA Tate: 0-5                                                                               |
| Noè Cruciani      | -71kg (m)  | 9e        | 1ste ronde: W van CMR Kamela: 5-0 2de ronde: V van NED van Raamsdonk: 0-5 |
| Angelo Musone     | -91kg (m)  | Brons     | 1ste ronde: W van KEN Omondi: 5-0 2de ronde: vrij kwartfinale: W van SWE Brock: 5-0 halve finale: V van USA Tillman: 0-5                                                                  |
| Francesco Damiani | +91kg (m)  | Zilver    | 1ste ronde: vrij kwartfinale: W van TAN Isangura: scheidsrechterlijke beslissing halve finale: W van GBR Wells: scheidsrechterlijke beslissing finale: V van USA Biggs: 1-4               |

### Boogschieten
| Olympiër          | Discipline      | Resultaat | Prestatie                                                                              |
| ----------------- | --------------- | --------- | -------------------------------------------------------------------------------------- |
| Ilario Di Buò     | individueel (m) | 29e       | 1ste ronde: 40ste met 1190 punten 2de ronde: 13de met 1247 punten totaal: 2437 punten  |
| Giancarlo Ferrari | individueel (m) | 25e       | 1ste ronde: 27ste met 1227 punten 2de ronde: 24ste met 1228 punten totaal: 2455 punten |
|                   |                 |           |                                                                                        |
| Esther Robertson  | individueel (v) | 21e       | 1ste ronde: 16de met 1225 punten 2de ronde: 24ste met 1210 punten totaal: 2435 punten  |

### Gewichtheffen
| Olympiër             | Discipline  | Resultaat | Prestatie                                                        |
| -------------------- | ----------- | --------- | ---------------------------------------------------------------- |
| Pietro Pujia         | -67,5kg (m) | 10e       | trekken: 10de met 127,5kg stoten: 8ste met 162,5kg totaal: 290kg |
| Giuseppe Lagrotteria | -82,5kg (m) | DNF       | trekken: 2de met 150kg stoten: geen geldige poging               |
| Norberto Oberburger  | -110kg (m)  | Goud      | 390kg                                                            |

### Gymnastiek
| Olympiër         | Discipline               | Resultaat | Prestatie                                                               |
| Ritmisch         | Ritmisch                 | Ritmisch  | Ritmisch                                                                |
| ---------------- | ------------------------ | --------- | ----------------------------------------------------------------------- |
| Cristina Cimino  | individueel (v)          | 15e       | kwalificatie: 15de met 36,350 punten finale: 15de met 55,575 punten     |
| Giulia Staccioli | individueel (v)          | 7e        | kwalificatie: 6de met 37,750 punten finale: 7de met 56,775 punten       |
| Turnen           |                          |           |                                                                         |
| Vittorio Allievi | individuele meerkamp (m) | 26e       | kwalificatie: 53ste met 114,825 punten finale: 26ste met 114,825 punten |
| Rocco Amboni     | individuele meerkamp (m) | 30e       | kwalificatie: 58ste met 114,35 punten finale: 30ste met 114,350 punten  |
| Diego Lazzarich  | individuele meerkamp (m) | 32e       | kwalificatie: 55ste met 113,80 punten finale: 32ste met 113,800 punten  |
|                  |                          |           |                                                                         |
| Laura Bortolaso  | individuele meerkamp (v) | 20e       | 75,675 punten                                                           |

### Judo
| Olympiër         | Discipline | Resultaat | Prestatie |
| ---------------- | ---------- | --------- | --- |
| Felice Mariani   | -60kg (m)  | 5e        | 1ste ronde: vrij 2de ronde: W van MAR Slimani kwartfinale: V van JPN Hosokawa herkansingen: W van BRA Shinohara bronzen finale: V van GBR Eckersley                                 |
| Sandro Rosati    | -65kg (m)  | 5e        | 1ste ronde: W van CRC Sancho 2de ronde: W van ESP Rodríguez 3de ronde: W van TUR Ayan kwartfinale: W van SUI Chanson halve finale: V van KOR Hwang bronzen finale: V van AUT Reiter |
| Ezio Gamba       | -71kg (m)  | Zilver    | 1ste ronde: W van FRA Dyot 2de ronde: W van LIE Wohlwend kwartfinale: W van CAN Beauchamp halve finale: W van BRA Onmura finale: V van KOR Ahn                                      |
| Massimo Marcelli | -78kg (m)  | DNS       | 1ste ronde: V van PUR Bonnet: walk-over |
| Mario Vecchi     | -86kg (m)  | 18e       | 1ste ronde: V van ESP García |
| Juri Fazi        | -95kg (m)  | 5e        | 1ste ronde: vrij 2de ronde: W van AUT Köstenberger kwartfinale: V van BRA Vieira herkansingen W van SEN Daffé bronzen finale: V van ISL Friðriksson                                 |

### Kanovaren
| Olympiër                                                          | Discipline    | Resultaat | Prestatie                                                                           |
| ----------------------------------------------------------------- | ------------- | --------- | ----------------------------------------------------------------------------------- |
| Daniele Scarpa                                                    | K-1 500m (m)  | 6e        | serie 2: 3de in 1.52,52 halve finale 1: 3de in 1.49,10 finale: 6de in 1.49,60       |
| Paolo Carraro                                                     | K-1 1000m (m) | 15e       | serie 3: 4de in 4.00,21 herkansingen: 2de in 3.57,25 halve finale 2: 4de in 4.03,84 |
| Daniele Scarpa Francesco Uberti                                   | K-2 500m (m)  | 4e        | serie 2: 2de in 1.36,72 halve finale 1: 2de in 1.37,20 finale: 4de in 1.35,50       |
| Daniele Scarpa Francesco Uberti                                   | K-2 1000m (m) | 6e        | serie 2: 3de in 3.28,82 halve finale 3: 1ste in 3.28,25 finale: 6de in 3.27,46      |
| Gennaro Cirillo Vincenzo Damiata Marco Ganna Francesco Mandragona | K-4 1000m (m) | DNF       | serie 1: 5de in 3.08,90 herkansingen: niet gefinisht                                |

### Moderne vijfkamp
| Olympiër                                            | Discipline      | Resultaat | Prestatie    |
| --------------------------------------------------- | --------------- | --------- | ------------ |
| Pierpaolo Cristofori                                | individueel (m) | 11e       | 5185 punten  |
| Daniele Masala                                      | individueel (m) | Goud      | 5469 punten  |
| Carlo Massullo                                      | individueel (m) | Brons     | 5406 punten  |
| Daniele Masala Pier Paolo Cristofori Carlo Massullo | team (m)        | Goud      | 16060 punten |

### Paardensport
| Olympiër                                                          | Discipline  | Resultaat | Prestatie          |
| Eventing                                                          | Eventing    | Eventing  | Eventing           |
| ----------------------------------------------------------------- | ----------- | --------- | ------------------ |
| Bartolo Ambrosione                                                | individueel | 30e       | 146,70 strafpunten |
| Mauro Checcoli                                                    | individueel | 8e        | 67 strafpunten     |
| Marina Sciocchetti                                                | individueel | 7e        | 67 strafpunten     |
| Geremia Toia                                                      | individueel | DNF       | niet gefinisht     |
| Bartolo Ambrosione Mauro Checcoli Marina Sciocchetti Geremia Toia | team        | 7e        | 280,70 strafpunten |
| Springconcours                                                    |             |           |                    |
| Graziano Mancinelli                                               | individueel | 36e       | 24,50 strafpunten  |
| Giorgio Nuti                                                      | individueel | 20e       | 24 strafpunten     |
| Bruno Scolari                                                     | individueel | 22e       | 28 strafpunten     |
| Graziano Mancinelli Filippo Moyersoen Giorgio Nuti Bruno Scolari  | team        | 8e        | 75,25 strafpunten  |

### Roeien
| Olympiër                                                                         | Discipline      | Resultaat | Prestatie                                                                      |
| -------------------------------------------------------------------------------- | --------------- | --------- | ------------------------------------------------------------------------------ |
| Francesco Esposito Ruggero Verroca                                               | dubbel-twee (m) | 5e        | serie 2: 2de in 6.43,52 herkansingen: 2de in 6.38,91 finale: 5de in 6.38,91    |
| Pasquale Aiese Marco Romano                                                      | twee-zonder (m) | 5e        | serie 3: 1ste in 7.03,06 halve finale 2: 3de in 6.58,38 finale: 5de in 6.55,88 |
| Carmine Abbagnale Giuseppe Abbagnale Giuseppe Di Capua                           | twee-met (m)    | Goud      | serie 2: 1ste in 7.13,83 finale: 1ste in 7.05,99                               |
| Antonio Dell'Aquila Renato Gaeta Stefano Lari Piero Poli                         | dubbel-vier (m) | 4e        | serie 1: 2de in 6.00,39 herkansingen: 2de in 6.09,28 finale: 4de in 6.00,94    |
| Giuseppe Carando Gino Iseppi Siro Meli Giovanni Sergi Sergas Giovanni Suarez     | vier-met (m)    | 4e        | serie 1: 1ste in 6.23,04 finale: 4de in 6.26,44                                |
|                                                                                  |                 |           |                                                                                |
| Antonella Corazza                                                                | skiff (v)       | 13e       | serie 2: 4de in 3.55,17                                                        |
| Alessandra Borio Roberta Del Core Paola Grizzetti Raffaella Memo Donata Minorati | dubbel-vier (v) | 6e        | serie 2: 3de in 3.22,89 herkansingen: 4de in 3.19,26 finale: 6de in 3.21,48    |

### Schermen
| Olympiër                                                                                | Discipline      | Resultaat | Prestatie |
| --------------------------------------------------------------------------------------- | --------------- | --------- | --- |
| Stefano Bellone                                                                         | degen (m)       | 4e        | 1ste ronde groep K: 2de met 3 overwinningen 2de ronde groep C: 2de met 4 overwinningen 3de ronde groep D: 3de met 3 overwinningen                                        |
| Sandro Cuomo                                                                            | degen (m)       | 14e       | 1ste ronde groep L: 4de met 2 overwinningen 2de ronde groep E: 2de met 3 overwinningen 3de ronde groep A: 1ste met 4 overwinningen                                       |
| Angelo Mazzoni                                                                          | degen (m)       | 9e        | 1ste ronde groep B: 2de met 3 overwinningen 2de ronde groep A: 3de met 3 overwinningen 3de ronde groep B: 1ste met 5 overwinningen                                       |
| Roberto Manzi Angelo Mazzoni Stefano Bellone Sandro Cuomo Cosimo Ferro                  | degen team (m)  | Brons     | 1ste ronde groep C: 1ste met 3 overwinningen kwartfinale: W van Zweden: 9-2 halve finale: V van Frankrijk: 4-9 bronzen finale: W van Canada: 8-2                         |
| Andrea Borella                                                                          | floret (m)      | 5e        | 1ste ronde groep A: 1ste met 4 overwinningen 2de ronde groep D: 1ste met 4 overwinningen 3de ronde groep B: 1ste met 5 overwinningen                                     |
| Stefano Cerioni                                                                         | floret (m)      | Brons     | 1ste ronde groep B: 3de met 2 overwinningen 2de ronde groep C: 3de met 2 overwinningen 3de ronde groep A: 2de met 4 overwinningen                                        |
| Mauro Numa                                                                              | floret (m)      | Goud      | 1ste ronde groep D: 1ste met 5 overwinningen 2de ronde groep B: 1ste met 3 overwinningen 3de ronde groep A: 3de met 3 overwinningen                                      |
| Mauro Numa Angelo Scuri Andrea Borella Stefano Cerioni Andrea Cipressa                  | floret team (m) | Goud      | 1ste ronde groep A: 1ste met 2 overwinningen kwartfinale: W van Groot-Brittannië: 9-2 halve finale: W van Frankrijk: 9-7 finale: W van Bondsrepubliek Duitsland: 8-7     |
| Gianfranco Dalla Barba                                                                  | sabel (m)       | 9e        | 1ste ronde groep A: 1ste met 4 overwinningen 2de ronde groep D: 1ste met 4 overwinningen 3de ronde groep A: 1ste met 5 overwinningen                                     |
| Marco Marin                                                                             | sabel (m)       | Zilver    | 1ste ronde groep E: 1ste met 4 overwinningen 2de ronde groep C: 1ste met 4 overwinningen 3de ronde groep C: 2de met 3 overwinningen                                      |
| Giovanni Scalzo                                                                         | sabel (m)       | 7e        | 1ste ronde groep C: 4de met 5 overwinningen 2de ronde groep A: 2de met 3 overwinningen 3de ronde groep B: 4de met 2 overwinningen                                        |
| Ferdinando Meglio Giovanni Scalzo Angelo Arcidiacono Gianfranco Dalla Barba Marco Marin | sabel team (m)  | Goud      | 1ste ronde groep B: 1ste met 3 overwinningen kwartfinale: vrij halve finale: W van Bondsrepubliek Duitsland: 9-3 finale: W van Frankrijk: 9-3                            |
|                                                                                         |                 |           | |
| Carola Cicconetti                                                                       | floret (m)      | 14e       | 1ste ronde groep E: 3de met 4 overwinningen 2de ronde groep A: 4de met 2 overwinningen 3de ronde groep A: 1ste met 4 overwinningen                                       |
| Dorina Vaccaroni                                                                        | floret (m)      | Brons     | 1ste ronde groep A: 2de met 4 overwinningen 2de ronde groep C: 1ste met 4 overwinningen 3de ronde groep C: 3de met 3 overwinningen                                       |
| Margherita Zalaffi                                                                      | floret (m)      | 15e       | 1ste ronde groep F: 4de met 4 overwinningen 2de ronde groep D: 2de met 2 overwinningen 3de ronde groep B: 2de met 4 overwinningen                                        |
| Dorina Vaccaroni Clara Mochi Margherita Zalaffi Lucia Traversa Carola Cicconetti        | floret team (v) | 4e        | 1ste ronde groep C: 2de met 2 overwinningen kwartfinale: W van China: 9-7 halve finale: V van Bondsrepubliek Duitsland: 8-8 (62-63) bronzen finale: V van Frankrijk: 7-9 |

### Schietsport
| Olympiër            | Discipline              | Resultaat | Prestatie                        |
| ------------------- | ----------------------- | --------- | -------------------------------- |
| Elio Gnagnarelli    | 50m geweer liggend (m)  | 10e       | 593 punten: (100-98-99-98-99-99) |
| Vincenzo Tondo      | 50m pistool (m)         | 5e        | 560 punten: (92-94-95-94-93-92)  |
| Aldo Andreotti      | 25m snelvuurpistool (m) | 13e       | 588 punten: (291-297)            |
| Roberto Vannozzi    | 25m snelvuurpistool (m) | 11e       | 589 punten: (296-293)            |
| Ezio Cini           | 50m bewegend doel (m)   | 8e        | 576 punten: (294-282)            |
| Giovanni Mezzani    | 50m bewegend doel (m)   | 14e       | 570 punten: (281-289)            |
|                     |                         |           |                                  |
| Edith Gufler        | 10m luchtgeweer (v)     | Zilver    | 391 punten: (98-98-98-97)        |
| Loredana Zugna      | 25m pistool (v)         | 18e       | 571 punten: (91-96-98-98-93-95)  |
|                     |                         |           |                                  |
| Celso Giardini      | skeet                   | 29e       | 188 punten                       |
| Luca Scribani Rossi | skeet                   | Brons     | 196 punten                       |
| Daniele Cioni       | trap                    | 31e       | 178 punten                       |
| Luciano Giovannetti | trap                    | Goud      | 192 punten                       |

### Schoonspringen
| Olympiër         | Discipline    | Resultaat | Prestatie                                                      |
| ---------------- | ------------- | --------- | -------------------------------------------------------------- |
| Piero Italiani   | 3m plank (m)  | 6e        | voorronde: 6de met 573,69 punten finale: 6de met 578,94 punten |
| Domenico Rinaldi | 10m toren (m) | 18e       | voorronde: 18de met 460,80 punten                              |

### Synchroonzwemmen
| Olympiër          | Discipline | Resultaat | Prestatie                             |
| ----------------- | ---------- | --------- | ------------------------------------- |
| Antonella Terenzi | solo       | 14e       | kwalificatie: 14de met 165,033 punten |

### Voetbal
| Olympiër | Discipline | Resultaat | Prestatie |
| --- | ---------- | --------- | --- |
| Walter Zenga Beniamino Vignola Pietro Vierchowod Roberto Tricella Franco Tancredi Aldo Serena Antonio Sabato Sebastiano Nela Daniele Massaro Maurizio Iorio Filippo Galli Riccardo Ferri Pietro Fanna Massimo Briaschi Sergio Battistini Franco Baresi Salvatore Bagni | mannen     | 4e        | groep D: 1ste W van Egypte: 1-0 W van Verenigde Staten: 1-0 V van Costa Rica: 0-1 kwartfinale: W van Chili: 1-0 halve finale: V van Brazilië: 1-2 bronzen finale: V van Joegoslavië: 1-2 |

| Groep D |                  |             |             |             |             |            |            |            |        |
| #       | Land             | Wedstrijden | Wedstrijden | Wedstrijden | Wedstrijden | Doelpunten | Doelpunten | Doelpunten | Punten |
| #       | Land             | G           | W           | G           | V           | V          | T          | Saldo      | Punten |
| 1       | Italië           | 3           | 2           | 0           | 1           | 2          | 1          | +1         | 4      |
| 2       | Egypte           | 3           | 1           | 1           | 1           | 5          | 3          | +2         | 3      |
| 3       | Verenigde Staten | 3           | 1           | 1           | 1           | 4          | 2          | +2         | 3      |
| 4       | Costa Rica       | 3           | 1           | 0           | 2           | 2          | 7          | -5         | 2      |

| Ronde          | Datum    | Plaats      | Land | Score            | Land |
| -------------- | -------- | ----------- | ---- | ---------------- | ---- |
| Groepsfase     |          |             |      |                  |      |
| 29 juli        | Pasadena | Italië      | 1-0  | Egypte           |      |
| 31 juli        | Pasadena | Italië      | 1-0  | Verenigde Staten |      |
| 2 augustus     | Pasadena | Costa Rica  | 1-0  | Italië           |      |
| Kwartfinale    |          |             |      |                  |      |
| 5 augustus     | Stanford | Italië      | 1-0  | Chili            |      |
| Halve finale   |          |             |      |                  |      |
| 8 augustus     | Stanford | Italië      | 1-2  | Brazilië         |      |
| Bronzen finale |          |             |      |                  |      |
| 10 augustus    | Pasadena | Joegoslavië | 2-1  | Italië           |      |

### Volleybal
| Olympiër | Discipline | Resultaat | Prestatie |
| --- | ---------- | --------- | --- |
| Fabio Vullo Paolo Vecchi Piero Rebaudengo Marco Negri Pier Paolo Lucchetta Andrea Lucchetta Giovanni Lanfranco Giovanni Errichiello Guido De Luigi Giancarlo Dametto Francesco Dall'Olio Franco Bertoli | zaal (m)   | Brons     | groep B: 2de W van Canada: 3-1 (10-15, 15-4, 15-6, 15-7) W van China: 3-0 (15-5, 16-14, 15-13) V van Japan: 2-3 (15-5, 15-11, 10-15, 10-15, 14-16) W van Egypte: 3-0 (15-4, 15-7, 15-6) halve finale: V van Brazilië: 1-3 (15-12, 2-15, 3-15, 5-15) bronzen finale: W van Canada: 3-0 (15-11, 15-12, 15-8) |

| Groep B |        |             |             |             |             |             |             |        |        |        |        |
| #       | Land   | Wedstrijden | Wedstrijden | Wedstrijden | Wedstrijden | Wedstrijden | Wedstrijden | Punten | Punten | Punten | Punten |
| #       | Land   | G           | W           | V           | SW          | SV          | SR          | SPW    | SPL    | Saldo  | Punten |
| 1       | Canada | 4           | 3           | 1           | 10          | 3           | +7          | 167    | 122    | +45    | 7      |
| 2       | Italië | 4           | 3           | 1           | 11          | 4           | +7          | 210    | 143    | +67    | 7      |
| 3       | Japan  | 4           | 3           | 1           | 9           | 5           | +4          | 179    | 162    | +17    | 7      |
| 4       | China  | 4           | 1           | 3           | 3           | 9           | -6          | 124    | 160    | -36    | 5      |
| 5       | Egypte | 4           | 0           | 4           | 0           | 12          | -12         | 90     | 183    | -93    | 4      |

| Ronde          | Datum       | Plaats   | Land | Score  | Land |
| -------------- | ----------- | -------- | ---- | ------ | ---- |
| Groepsfase     |             |          |      |        |      |
| 29 juli        | Los Angeles | Italië   | 3-1  | Canada |      |
| 31 juli        | Los Angeles | Italië   | 3-0  | China  |      |
| 2 augustus     | Los Angeles | Japan    | 3-2  | Italië |      |
| 6 augustus     | Los Angeles | Italië   | 3-0  | Egypte |      |
| Halve finale   |             |          |      |        |      |
| 8 augustus     | Los Angeles | Brazilië | 3-1  | Italië |      |
| Bronzen finale |             |          |      |        |      |
| 11 augustus    | Los Angeles | Italië   | 3-0  | Canada |      |

### Waterpolo
| Olympiër | Discipline | Resultaat | Prestatie |
| --- | ---------- | --------- | --- |
| Antonello Steardo Stefano Postiglione Andrea Pisano Alfio Misaggi Roberto Gandolfi Marco Galli Mario Fiorillo Gianni De Magistris Enzo D'Angelo Marco D'Altrui Romeo Collina Marco Baldineti | mannen     | 7e        | groep C: 3de W van Japan: 15-5 G van Australië: 8-8 V van Bondsrepubliek Duitsland: 4-10 finale groep E: 1ste W van Brazilië: 13-4 W van China: 11-8 G van Griekenland: 8-8 W van Canada: 16-9 |

| Groep C |                          |             |             |             |             |        |        |        |        |
| #       | Land                     | Wedstrijden | Wedstrijden | Wedstrijden | Wedstrijden | Punten | Punten | Punten | Punten |
| #       | Land                     | G           | W           | G           | V           | V      | T      | Saldo  | Punten |
| 1       | Bondsrepubliek Duitsland | 3           | 3           | 0           | 0           | 35     | 18     | +17    | 6      |
| 2       | Australië                | 3           | 1           | 1           | 1           | 27     | 20     | +7     | 3      |
| 3       | Italië                   | 3           | 1           | 1           | 1           | 27     | 23     | -4     | 3      |
| 4       | Japan                    | 3           | 0           | 0           | 3           | 15     | 43     | -28    | 0      |

| Ronde      | Datum       | Plaats                   | Land | Score  | Land |
| ---------- | ----------- | ------------------------ | ---- | ------ | ---- |
| Groepsfase |             |                          |      |        |      |
| 1 augustus | Los Angeles | Italië                   | 15-5 | Japan  |      |
| 2 augustus | Los Angeles | Australië                | 8-8  | Italië |      |
| 3 augustus | Los Angeles | Bondsrepubliek Duitsland | 10-4 | Italië |      |

| Finale groep E |             |             |             |             |             |            |            |            |        |
| #              | Land        | Wedstrijden | Wedstrijden | Wedstrijden | Wedstrijden | Doelpunten | Doelpunten | Doelpunten | Punten |
| #              | Land        | G           | W           | G           | V           | V          | T          | Saldo      | Punten |
| 1              | Italië      | 5           | 4           | 1           | 0           | 63         | 34         | +29        | 9      |
| 2              | Griekenland | 5           | 3           | 2           | 0           | 52         | 41         | +11        | 8      |
| 3              | China       | 5           | 3           | 0           | 2           | 44         | 39         | +5         | 6      |
| 4              | Canada      | 5           | 1           | 1           | 3           | 40         | 48         | -8         | 3      |
| 5              | Japan       | 5           | 1           | 0           | 4           | 30         | 55         | -25        | 2      |
| 6              | Brazilië    | 5           | 0           | 2           | 3           | 40         | 52         | -12        | 2      |

| Ronde       | Datum       | Plaats      | Land | Score    | Land |
| ----------- | ----------- | ----------- | ---- | -------- | ---- |
| Groepsfase  |             |             |      |          |      |
| 6 augustus  | Los Angeles | Italië      | 13-4 | Brazilië |      |
| 7 augustus  | Los Angeles | Italië      | 11-8 | China    |      |
| 9 augustus  | Los Angeles | Griekenland | 8-8  | Italië   |      |
| 10 augustus | Los Angeles | Italië      | 16-9 | Canada   |      |

### Wielersport
| Olympiër                                                           | Discipline                    | Resultaat | Prestatie |
| Baan                                                               | Baan                          | Baan      | Baan |
| ------------------------------------------------------------------ | ----------------------------- | --------- | --- |
| Vincenzo Ceci                                                      | sprint (m)                    | 11e       | serie 10: 1ste in 12,01 2de ronde serie 10: 1ste in 11,52 3de ronde serie 2: 3de herkansingen: 3de                                                                    |
| Gabriele Sella                                                     | sprint (m)                    | 9e        | serie 4: 1ste in 11,54 2de ronde serie 4: 1ste in 11,16 3de ronde serie 4: 2de herkansingen: 1ste in 11,58 herkansingen 2: 2de                                        |
| Stefano Baudino                                                    | tijdrit (m)                   | 9e        | 1.07,70 |
| Stefano Allocchio                                                  | puntenkoers (m)               | 14e       | serie 2: 12de met 12 punten finale: 14de met 11 punten |
| Silvio Martinello                                                  | puntenkoers (m)               | 16e       | serie 1: 4de met 13 punten finale: 16de met 8 punten |
| Roberto Calovi                                                     | individuele achtervolging (m) | 10e       | kwalificatie: 7de in 4.49,89 1ste ronde: V van NED Nijdam: 4.50,11 |
| Maurizio Colombo                                                   | individuele achtervolging (m) | 19e       | kwalificatie: 19de in 4.59,72 |
| Roberto Amadio Massimo Brunelli Maurizio Colombo Silvio Martinello | ploegenachtervolging (m)      | 4e        | kwalificatie: 1ste in 4.28,47 1ste ronde: W van Zwitserland: 4.25,07 halve finale 2: V van Australië: 4.25,12 bronzen finale: V van Bondsrepubliek Duitsland: 4.26,90 |
| Weg                                                                |                               |           | |
| Stefano Colage                                                     | wegwedstrijd (m)              | DNF       | niet gefinisht |
| Roberto Pagnin                                                     | wegwedstrijd (m)              | DNF       | niet gefinisht |
| Renato Piccolo                                                     | wegwedstrijd (m)              | DNF       | niet gefinisht |
| Alberto Volpi                                                      | wegwedstrijd (m)              | 13e       | 5:04.07 |
| Marcello Bartalini Marco Giovannetti Eros Poli Claudio Vandelli    | ploegentijdrit (m)            | Goud      | 1:58.28 |
|                                                                    |                               |           | |
| Roberta Bonanomi                                                   | wegwedstrijd (v)              | 23e       | 2:15.13 |
| Maria Canins                                                       | wegwedstrijd (v)              | 5e        | 2:11.14 |
| Emanuela Menuzzo                                                   | wegwedstrijd (v)              | 34e       | 2:29.26 |
| Luisa Seghezzi                                                     | wegwedstrijd (v)              | 9e        | 2:13.28 |

### Worstelen
| Olympiër            | Discipline  | Resultaat   | Prestatie |
| Vrije stijl         | Vrije stijl | Vrije stijl | Vrije stijl |
| ------------------- | ----------- | ----------- | --- |
| Antonio La Bruna    | -62kg (m)   | 6e          | groep B: 3de W van BOL Camacho W van ARG Navarette W van FRA Santoro V van USA Lewis V van AUS Brown 5-6de plek: V van FRG Herbster |
| Luciano Ortelli     | -82kg (m)   | 8e          | groep B: 4de W van EGY El-Ashram V van CAN Rinke W van GBR Kurpas V van USA Schultz                                                 |
| Michele Azzola      | -90kg (m)   | 8e          | groep B: 4de V van JPN Ota W van IND Prakash V van GBR Loban                                                                        |
| Vrije stijl         |             |             | |
| Vincenzo Maenza     | -48kg (m)   | Goud        | groep A: 1ste W van TUR Bora W van CHN Li W van SWE Andersson finale: W van FRG Scherer                                             |
| Antonino Caltabiano | -57kg (m)   | 9e          | groep A: 4de V van SWE Ljungbeck W van NOR Sigde V van JPN Eto                                                                      |
| Ernesto Razzino     | -82kg (m)   | 11e         | groep B: 6de V van GRE Thanopoulos V van FIN Övermark                                                                               |
| Antonio La Penna    | +100kg (m)  | 6e          | groep B: 4de V van EGY El-Haddad V van ROU Dolipschi                                                                                |

### Zeilen
| Olympiër                                             | Discipline      | Resultaat | Prestatie                           |
| ---------------------------------------------------- | --------------- | --------- | ----------------------------------- |
| Klaus Maran                                          | windglider (m)  | 5e        | 54,4 punten: (6-5-7-6-1-4-9)        |
|                                                      |                 |           |                                     |
| Paolo Semeraro                                       | finn klasse     | 15e       | 106,7 punten: (3-26-15-10-20-13-13) |
| Enrico Chieffi Tommaso Chieffi                       | 470             | 5e        | 57,0 punten: (5-5-4-1-PMS-8-9)      |
| Claudio Celon Mario Celon                            | flying dutchman | 7e        | 78,7 punten: (10-8-15-9-5-12-3)     |
| Giorgio Gorla Alfio Peraboni                         | star klasse     | Brons     | 43,5 punten: (3-6-3-7-9-3-2-6)      |
| Aurelio Dalla Vecchia Gianluca Lamaro Valerio Romano | soling klasse   | 9e        | 73,7 punten: (6-2-10-7-9-9-12)      |

### Zwemmen
| Olympiër                                                             | Discipline            | Resultaat | Prestatie                                                 |
| -------------------------------------------------------------------- | --------------------- | --------- | --------------------------------------------------------- |
| Marco Colombo                                                        | 100m vrije slag (m)   | 26e       | serie 8: 4de in 52,32                                     |
| Fabrizio Rampazzo                                                    | 100m vrije slag (m)   | 12e       | serie 8: 3de in 51,71 finale B: 4de in 51,56              |
| Marco Dell'Uomo                                                      | 200m vrije slag (m)   | 7e        | serie 7: 2de in 1.51,76 finale: 7de in 1.52,20            |
| Paolo Revelli                                                        | 200m vrije slag (m)   | 22e       | serie 2: 4de in 1.53,46                                   |
| Marco Dell'Uomo                                                      | 400m vrije slag (m)   | 7e        | serie 1: 2de in 3.55,0 (NR) finale: 7de in 3.55,44        |
| Stefano Grandi                                                       | 400m vrije slag (m)   | 12e       | serie 5: 3de in 3.56,26 finale B: 4de in 3.57,17          |
| Stefano Grandi                                                       | 1500m vrije slag (m)  | 6e        | serie 3: 2de in 15.22,49 (NR) finale: 6de in 15.28,58     |
| Fabrizio Bortolon                                                    | 100m rugslag (m)      | 24e       | serie 6: 4de in 59,27                                     |
| Paolo Falchini                                                       | 100m rugslag (m)      | 18e       | serie 5: 4de in 58,65                                     |
| Fabrizio Bortolon                                                    | 200m rugslag (m)      | 15e       | serie 3: 4de in 2.06,26 finale B: 7de in 2.05,86          |
| Paolo Falchini                                                       | 200m rugslag (m)      | 9e        | serie 3: 3de in 2.04,59 (NR) finale B: 1ste in 2.04,64    |
| Raffaele Avagnano                                                    | 100m schoolslag (m)   | 8e        | serie 2: 2de in 1.04,09 finale: 8ste in 1.04,11           |
| Gianni Minervini                                                     | 100m schoolslag (m)   | 9e        | serie 3: 2de in 1.04,37 finale B: 1ste in 1.03,99         |
| Raffaele Avagnano                                                    | 200m schoolslag (m)   | 17e       | serie 4: 2de in 2.22,90                                   |
| Marco Del Prete                                                      | 200m schoolslag (m)   | DSQ       | serie 3: 1ste in 2.18,90 (NR) finale: gediskwalificeerd   |
| Fabrizio Rampazzo                                                    | 100m vlinderslag (m)  | DNF       | serie 2: 2de in 55,70 finale B: niet gestart              |
| Paolo Revelli                                                        | 200m vlinderslag (m)  | 14e       | serie 4: 3de in 2.00,38 finale B: 6de in 2.01,58          |
| Maurizio Divano                                                      | 200m wisselslag (m)   | 12e       | serie 6: 3de in 2.07,19 finale B: 4de in 2.06,72          |
| Giovanni Franceschi                                                  | 200m wisselslag (m)   | 11e       | serie 6: 2de in 2.06,76 finale B: 3de in 2.06,10          |
| Maurizio Divano                                                      | 400m wisselslag (m)   | 5e        | serie 1: 2de in 4.23,61 finale: 5de in 4.22,76            |
| Giovanni Franceschi                                                  | 400m wisselslag (m)   | 8e        | serie 1: 1ste in 4.23,03 finale: 8ste in 4.26,05          |
| Marcello Guarducci Raffaele Franceschi Metello Savino Marco Colombo  | 4x100m vrije slag (m) | 8e        | serie 3: 4de in 3.25,37 (NR) finale: 8ste in 3.24,97 (NR) |
| Marco Colombo Marcello Guarducci Fabrizio Rampazzo Marco Dell'Uomo   | 4x200m vrije slag (m) | DSQ       | serie 2: gediskwalificeerd                                |
| Paolo Falchini Gianni Minervini Fabrizio Rampazzo Marcello Guarducci | 4x100m vrije slag (m) | DSQ       | serie 2: gediskwalificeerd                                |
|                                                                      |                       |           |                                                           |
| Grazia Colombo                                                       | 100m vrije slag (v)   | 24e       | serie 6: 4de in 59,43                                     |
| Silvia Persi                                                         | 100m vrije slag (v)   | 10e       | serie 2: 2de in 57,62 finale B: 2de in 57,24              |
| Carla Lasi                                                           | 200m vrije slag (v)   | 17e       | serie 2: 4de in 2.05,86                                   |
| Silvia Persi                                                         | 200m vrije slag (v)   | 9e        | serie 2: 2de in 2.03,98 finale B: 1ste in 2.03,17 (NR)    |
| Carla Lasi                                                           | 400m vrije slag (v)   | 12e       | serie 1: 2de in 4.18,90 finale B: 4de in 4.18,57          |
| Monica Olmi                                                          | 400m vrije slag (v)   | 13e       | serie 1: 1ste in 4.18,70 finale B: 5de in 4.19,22         |
| Carla Lasi                                                           | 800m vrije slag (v)   | 5e        | serie 1: 2de in 8.41,4 (NR) finale: 5de in 8.42,45        |
| Monica Olmi                                                          | 800m vrije slag (v)   | 7e        | serie 2: 3de in 8.45,83 finale: 7de in 8.47,32            |
| Manuela Carosi                                                       | 100m rugslag (v)      | 10e       | serie 2: 4de in 1.04,77 finale B: 2de in 1.04,52          |
| Manuela Carosi                                                       | 200m rugslag (v)      | 23e       | serie 1: 4de in 2.25,45                                   |
| Manuela Dalla Valle                                                  | 100m schoolslag (v)   | DSQ       | serie 3: gediskwalificeerd                                |
| Carlotta Tagnin                                                      | 100m schoolslag (v)   | 14e       | serie 2: 6de in 1.12,70 finale B: 6de in 1.12,77          |
| Laura Belotti                                                        | 200m schoolslag (v)   | 9e        | serie 2: 4de in 2.35,99 finale B: 1ste in 2.36,23         |
| Manuela Dalla Valle                                                  | 200m schoolslag (v)   | 11e       | serie 2: 4de in 2.35,75 finale B: 3de in 2.36,49          |
| Roberta Lanzarotti                                                   | 100m vlinderslag (v)  | 19e       | serie 3: 5de in 1.03,88                                   |
| Cristina Quintarelli                                                 | 100m vlinderslag (v)  | 24e       | serie 5: 5de in 1.05,35                                   |
| Roberta Lanzarotti                                                   | 200m vlinderslag (v)  | 10e       | serie 1: 3de in 2.14,53 finale B: 2de in 2.14,54          |
| Cristina Quintarelli                                                 | 200m vlinderslag (v)  | 13e       | serie 2: 5de in 2.18,72 finale B: 5de in 2.16,47          |
| Manuela Dalla Valle                                                  | 200m wisselslag (v)   | 6e        | serie 3: 3de in 2.20,50 finale: 6de in 2.19,69            |
| Silvia Persi                                                         | 200m wisselslag (v)   | DNS       | serie 3: niet gestart                                     |
| Roberta Felotti                                                      | 400m wisselslag (v)   | 12e       | serie 3: 3de in 4.54,14 finale B: 4de in 4.57,74          |
| Monica Olmi Silvia Persi Grazia Colombo Manuela Dalla Valle          | 4x100m vrije slag (v) | 9e        | serie 2: 5de in 3.52,89 (NR)                              |
| Manuela Carosi Manuela Dalla Valle Roberta Lanzarotti Silvia Persi   | 4x100m wisselslag (v) | 5e        | serie 1: 3de in 4.17,90 finale: 5de in 4.17,40            |

Algerije · Amerikaanse Maagdeneilanden · Andorra · Antigua en Barbuda · Argentinië · Australië · Bahama’s · Bahrein · Bangladesh · Barbados · België · Belize · Benin · Bermuda · Bhutan · Birma · Bolivia · Bondsrepubliek Duitsland · Botswana · Brazilië · Britse Maagdeneilanden · Canada · Centraal-Afrikaanse Republiek · Chili · China · Chinees Taipei · Colombia · Congo-Brazzaville · Costa Rica · Cyprus · Denemarken · Djibouti · Dominicaanse Republiek · Ecuador · Egypte · El Salvador · Equatoriaal-Guinea · Fiji · Filipijnen · Finland · Frankrijk · Gabon · Gambia · Ghana · Grenada · Griekenland · Groot-Brittannië · Guatemala · Guinee · Guyana · Haïti · Honduras · Hongkong · Ierland · IJsland · India · Indonesië · Irak · Israël · Italië · Ivoorkust · Jamaica · Japan · Joegoslavië · Jordanië · Kaaimaneilanden · Kameroen · Kenia · Koeweit · Lesotho · Libanon · Liberia · Liechtenstein · Luxemburg · Madagaskar · Malawi · Maleisië · Mali · Malta · Marokko · Mauritanië · Mauritius · Mexico · Monaco · Mozambique · Nederland · Nederlandse Antillen · Nepal · Nicaragua · Nieuw-Zeeland · Niger · Nigeria · Noord-Jemen · Noorwegen · Oeganda · Oman · Oostenrijk · Pakistan · Panama · Papoea-Nieuw-Guinea · Paraguay · Peru · Portugal · Puerto Rico · Qatar · Roemenië · Rwanda · Salomonseilanden · Samoa · San Marino · Saoedi-Arabië · Senegal · Seychellen · Sierra Leone · Singapore · Soedan · Somalië · Spanje · Sri Lanka · Suriname · Swaziland · Syrië · Tanzania · Thailand · Togo · Tonga · Trinidad en Tobago · Tsjaad · Tunesië · Turkije · Uruguay · Venezuela · Verenigde Arabische Emiraten · Verenigde Staten · Zaïre · Zambia · Zimbabwe · Zuid-Korea · Zweden · Zwitserland